# نرغس أباد (تشاراويماق)
نرغس‌آباد (مقاطعة تشاراويماق) (بالفارسية: نرگس‌آباد) هي منطقة سكنية تقع في قسم ورقه الريفي في إيران. يقدر عدد سكانها بـ 136 نسمة .